# Bernardo Dovizi da Bibbiena

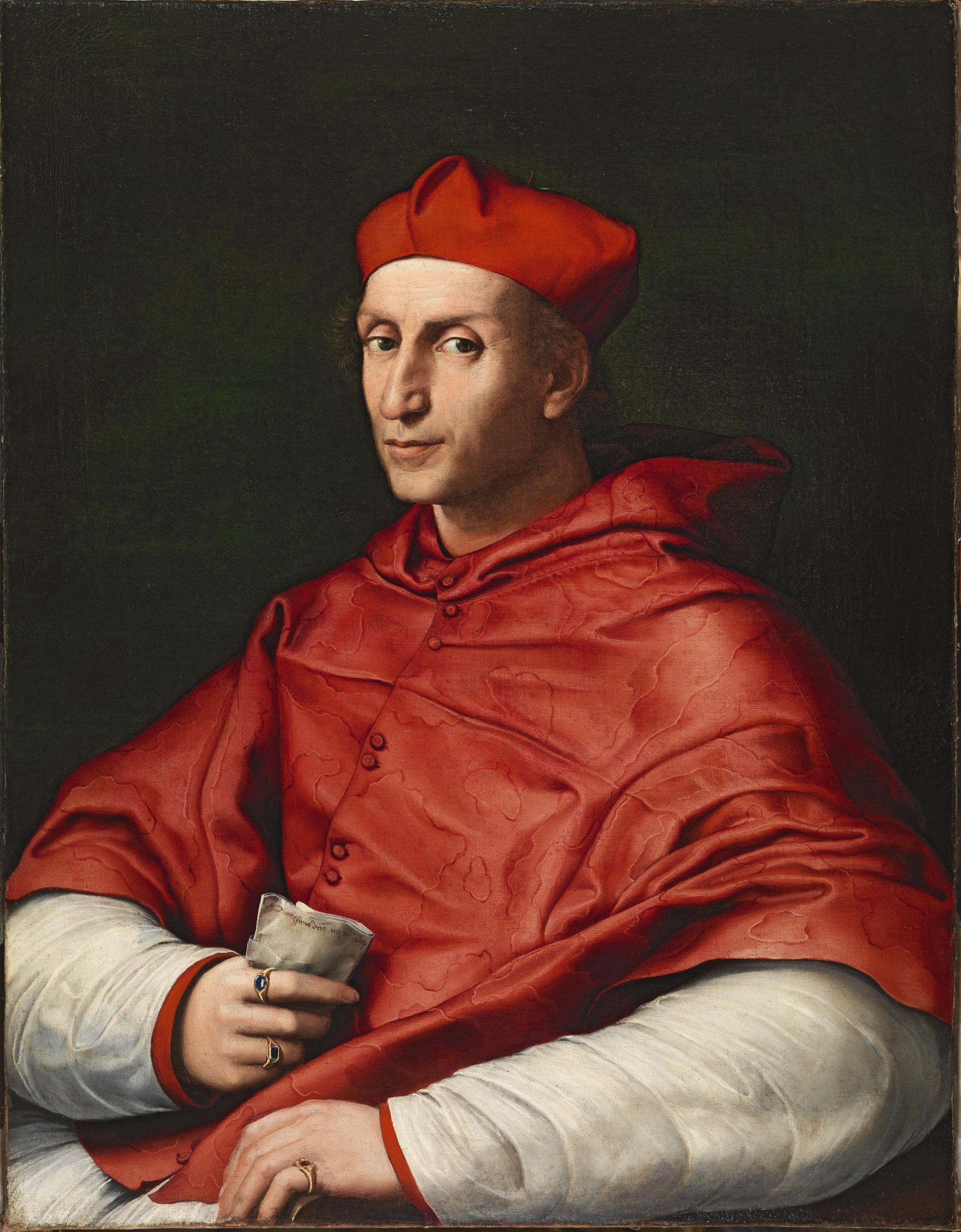
Raffael: Porträt des Kardinals Bernardo Dovizi da Bibbiena (um 1516)

Bernardo Dovizi da Bibbiena (* 4. August 1470 in Bibbiena; † 9. November 1520 in Rom) war ein italienischer Schriftsteller, Kardinal und Sekretär des Papstes Leo X.

## Leben
Bernardo wurde in die Familie der Dovizi, der Herren von Bibbiena, geboren. Sein Leben ist mit den Medici eng verknüpft. Mit 22 Jahren war er Mitglied der Gesandtschaft, die Papst Alexander VI. im Namen der Stadt Florenz die Ehre erwies. Zwei Jahre später war er Gesandter der Medici am Hof von Neapel.

Bibbienas Kardinalswappen (modernes Schema)

Er wurde zum Vertrauten von Giovanni de’ Medici. Als die Medici aus Florenz vertrieben wurden, folgte er ihm nach Urbino ins Exil, das damals unter der Herrschaft von Guidobaldo da Montefeltro stand. Unter seinem Nachfolger Francesco Maria I. della Rovere verkehrte da Bibbiena mit bedeutenden Künstlern wie Francesco di Giorgio Martini und Luciano Laurana. Vor allem befreundete er sich mit Baldassare Castiglione, der 1513 zum Erfolg seiner einzigen Komödie La Calandria beitrug, die 1513 in Urbino uraufgeführt wurde. 
Giovanni de’ Medici gelang es 1512, Florenz wieder unter die Herrschaft der Medici zu bringen. Nach dem Tod Papst Julius II. 1513 wurde er zum Papst Leo X. gewählt. Noch im selben Jahr ernannte er Bernardo Dovizi zum Generalschatzmeister und Protonotar. Nach der Erhebung zum Kardinal im Konsistorium vom 23. September 1513 wurde er zum Diakon geweiht, nachdem ihm der Papst Santa Maria in Portico als Titeldiakonie zugewiesen hatte. 1515 besiegelte er das Bündnis zwischen Leo X. und Österreich, Schweiz, Venedig und Mailand. Im Jahr darauf war er Gesandter des Papstheeres in Urbino, wo er zuvor großes Ansehen genoss. 1518 reiste er nach Frankreich, angeblich, um die Franzosen zum Kreuzzug gegen die Osmanen zu bewegen, in Wirklichkeit aber, um den Einfluss der Römischen Kurie auf Frankreich zu vergrößern. Er war inzwischen so mächtig, dass ihn Papst Leo X. scherzhaft Alter Papa (dt.: ~Zweit- bzw. Gegenpapst) nannte. Ende 1519 erkrankte er schwer und kehrte nach Rom zurück, wo er am 9. November 1520 starb.
Der Verdacht, Leo X. habe Bernardo Dovizi aus der Befürchtung heraus vergiften lassen, er intrigiere gegen ihn, um alsbald seine Nachfolge anzutreten, hat sich lange gehalten, konnte jedoch nie belegt werden.
Bernardo da Bibbiena war auch Theaterdichter. Seine Komödie La Calandria (1513) zählt zu den bedeutendsten des 16. Jahrhunderts.